# Ça colle
Pour plus de détails, voir Fiche technique et Distribution.
Ça colle est un moyen métrage français réalisé par Christian-Jaque en 1933.

## Synopsis
Deux Français moyens décident de coller du papier peint dans la salle à manger de l'un d'eux. Le résultat n'est pas à la hauteur de leurs intentions.

## Fiche technique
- Titre : Ça colle
- Réalisation : Christian-Jaque
- Scénario : Jean Georgesco
- Dialogue : Jean Kolb
- Musique : Francis Chagrin
- Format : Noir et blanc - Son mono - 1,37:1 - 35 mm
- Genre : Comédie
- Durée : 44 minutes
- Métrage : 1200 m
- Année de sortie : 1933
- Affiche : Roland Coudon (France)

## Distribution
- Fernandel
- Gaston Ouvrard
- Jean Kolb
- Loulou Hégoburu